# Феминизм в Канаде

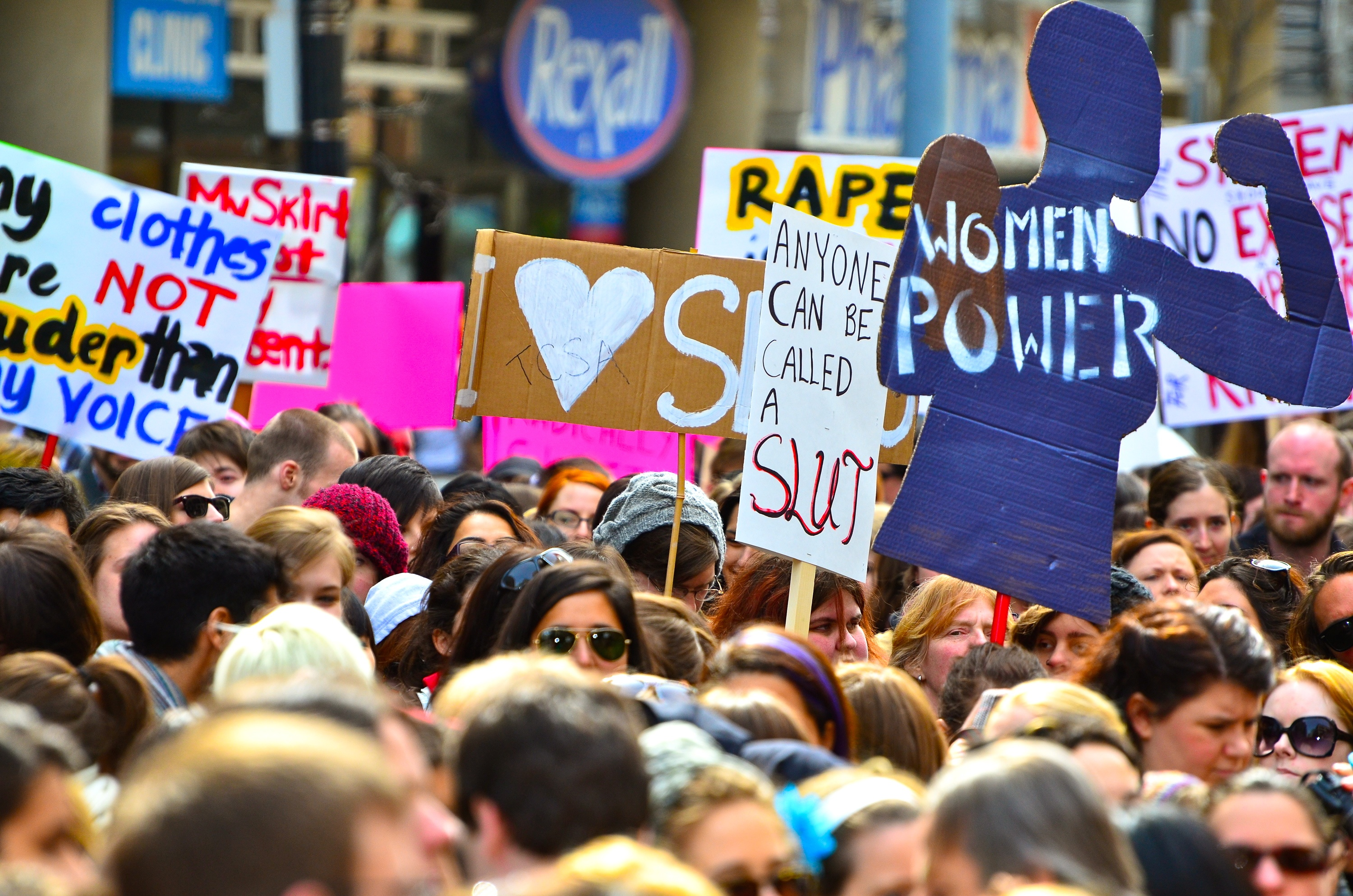
Первый Парад шлюх в Торонто, 3 апреля 2011

История феминизма в Канаде характеризовалась постепенной борьбой, направленной на установление равненства прав полов. История канадского феминизма, как и современного западного феминизма в других странах, была разделена учёными на четыре «волны», каждая из которых означает период интенсивной активности и социальных изменений. Использование понятия «волн» подвергалось критике за то, что оно не включало в себя феминистскую активность, например, женщин из числа индейцев и квебекцев, которые организовывались для перемен в своих собственных общинах, а также для более широких социальных изменений.

## История в общем

### Первая волна
Первая волна феминизма в Канаде пришлась на конец XIX – начало XX веков. В то время движение было сосредоточено на повышении роли женщин в общественной жизни и борьбе за признание их «личностями» в рамках закона, женское избирательное право, расширение прав собственности и доступ к образованию. Тогда оно во многом основывалось на материнском феминизме — идее о том, что женщины являются естественными хранительницами очага и «матерями нации», которые должны участвовать в общественной жизни в силу своей предполагаемой склонности принимать решения, способствующие благополучию общества. С этой точки зрения, женщины рассматривались как цивилизующая сила, что нашло отражение в их участии в миссионерской деятельности и в Женском христианском союзе трезвости (англ. Woman's Christian Temperance Union).

### Четвёртая волна
Четвёртая волна феминизма началась примерно в 2012 году и связана с использованием новых технологий, в частности социальных сетей, а также интерсекциональностью. По наблюдениям Киры Кокрейн, феминизм четвертой волны «определяется технологиями» и характеризуется, в частности, использованием Facebook, Twitter, Instagram, YouTube, Tumblr и блогов для борьбы с женоненавистничеством и продвижения гендерного равенства. По мнению исследовательницы-феминистки Пруденс Чемберлен, его основные цели — это справедливость и противодействие сексуальным домогательствам и насилию над женщинами.
В период четвёртой волны, в середине 2015 года, Канада отменила налог на тампоны после онлайн-петиции, собравшей тысячи подписей. Также в мае 2016 года депутат-либерал Морил Беланже внёс частный законопроект C-210, чтобы сделать гимн Канады гендерно нейтральным, заменив слова «thy sons» на «of us». Закон был принят 31 января 2018 года и получил королевскую санкцию 7 февраля того же года.